# Mylothris poppea
Mylothris poppea är en fjärilsart som först beskrevs av Pieter Cramer 1777.  Mylothris poppea ingår i släktet Mylothris och familjen vitfjärilar. Inga underarter finns listade i Catalogue of Life.

## Bildgalleri

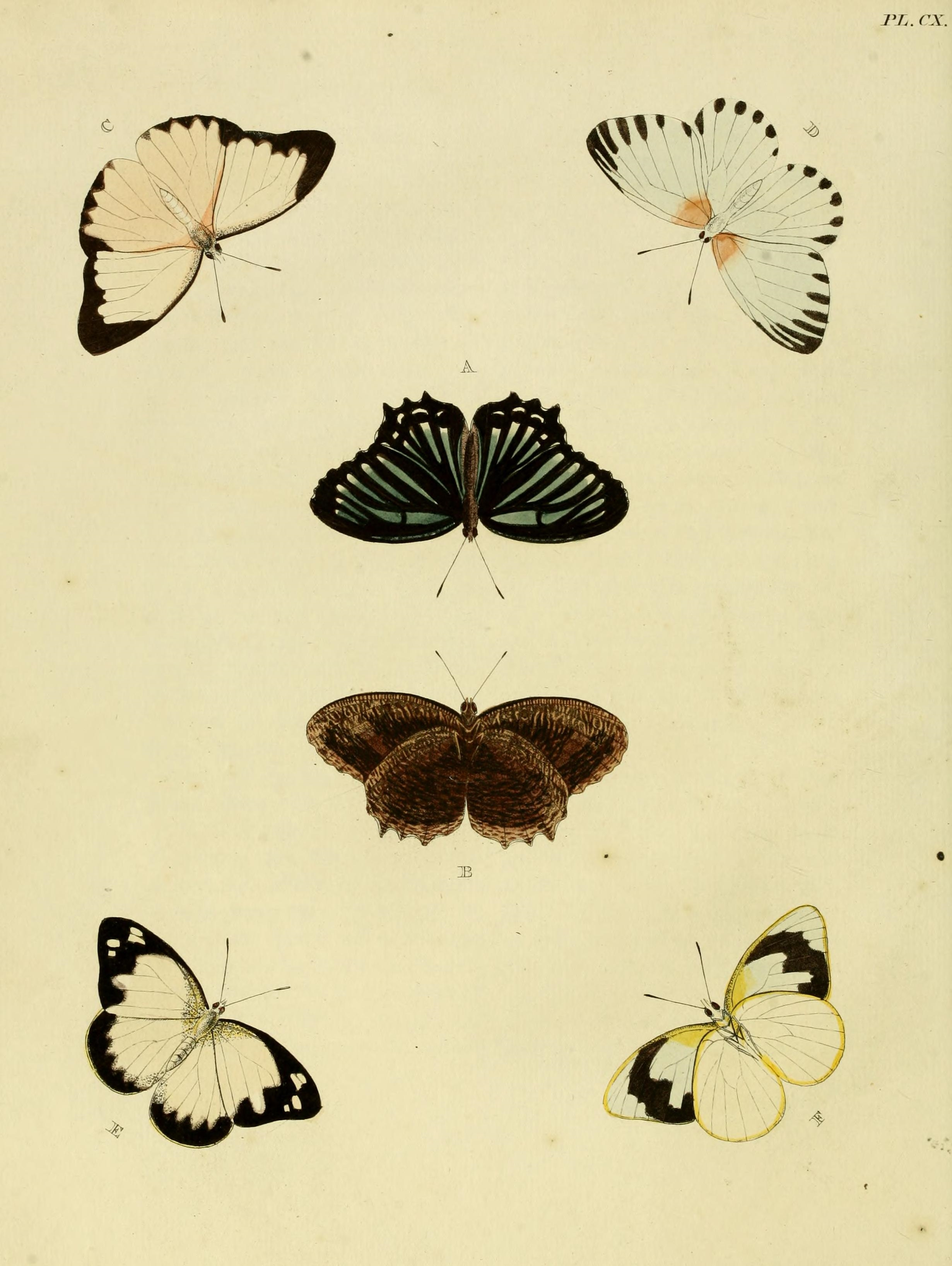